# Premier League Malti 1992-1993
L'edizione 1992-1993 della Premier League maltese è stata la settantottesima edizione della massima serie del campionato maltese di calcio. Il titolo è stato vinto dal Floriana.

## Classifica
|    | Classifica       | G  | V  | N | P  | GF | GS | Dif | Pt |
| -- | ---------------- | -- | -- | - | -- | -- | -- | --- | -- |
| 1  | Floriana         | 18 | 13 | 3 | 2  | 35 | 13 | +22 | 29 |
| 2  | Ħamrun Spartans  | 18 | 11 | 2 | 5  | 46 | 23 | +23 | 24 |
| 3  | Valletta         | 18 | 10 | 4 | 4  | 32 | 23 | +9  | 24 |
| 4  | St. Andrews      | 18 | 9  | 4 | 5  | 43 | 30 | +13 | 22 |
| 5  | Hibernians       | 18 | 9  | 3 | 6  | 45 | 30 | +15 | 21 |
| 6  | Rabat Ajax       | 18 | 6  | 3 | 9  | 30 | 38 | -8  | 15 |
| 7  | Sliema Wanderers | 18 | 6  | 3 | 9  | 26 | 31 | -5  | 15 |
| 8  | Birkirkara       | 18 | 5  | 3 | 10 | 10 | 22 | -12 | 13 |
| 9  | St. George's     | 18 | 3  | 4 | 11 | 18 | 44 | -26 | 6  |
| 10 | Mellieħa         | 18 | 2  | 3 | 13 | 14 | 42 | -28 | 6  |

## Verdetti finali
- Floriana Campione di Malta 1992-1993
- St. George's e Mellieħa retrocesse.